# Misionella
Misionella là một chi nhện trong họ Filistatidae.